# Bellardia xianensis
Bellardia xianensis är en tvåvingeart som beskrevs av Wu 1991. Bellardia xianensis ingår i släktet Bellardia och familjen spyflugor. Inga underarter finns listade i Catalogue of Life.